# 寶慶府
寶慶府，南宋设置的府。

宝庆府在湖南省的位置（1820年）

寶慶元年（1225年），依潜藩升府制度，以宋理宗潛藩升邵州置，治所在邵陽縣（今湖南省邵陽市），府同知駐長安營，府通判駐桃花坪。轄境相当邵陽市，或者今湖南省安化县、邵阳市间的资水流域。
元朝至元十四年（1277年）升为寶慶路。明洪武元年（1368年）复为府。九年，属湖广承宣布政使司，增领武冈州，辖境扩至今武冈、新宁、城步等市县地。清属湖南省。1913年废。下轄：邵陽縣、新化縣、城步縣（乾隆三年改屬靖州直隸州，七年復故）、武岡州、新寧縣。1913年，中華民國北京政府廢寶慶府，設寶慶縣，境內各縣隸湘江道；1922年直轄於湖南省；1928年復名邵陽縣。
境内为苗瑶等族杂居地，明成化时苗族李再万、清道光时瑶族雷再浩的青莲教皆起义于此。

## 延伸阅读
[在维基数据编辑]
 《欽定古今圖書集成·方輿彙編·職方典·寶慶府部》，出自陈梦雷《古今圖書集成》